# Serratosagitta pseudoserratodentata
Serratosagitta pseudoserratodentata är en djurart som tillhör fylumet pilmaskar, och som först beskrevs av Takasi Tokioka 1939.  Serratosagitta pseudoserratodentata ingår i släktet Serratosagitta och familjen Sagittidae. Inga underarter finns listade i Catalogue of Life.